# آکادمی سلطنتی هنرهای زیبای دانمارک
آکادمی سلطنتی هنرهای زیبای دانمارک (به انگلیسی: Royal Danish Academy of Fine Arts)؛ (به دانمارکی: Det Kongelige Danske Kunstakademi - Billedkunst Skolerne) یک دانشگاه هنر در دانمارک است که بیش از ۲۵۰ سال آموزش هنر را ارائه کرده‌ است و نقش خود را در توسعۀ هنر دانمارک ایفا کرده‌ است.

## تاریخچه
آکادمی سلطنتی پرتره، مجسمه‌سازی و معماری دانمارک در کپنهاگ در ۳۱ مارس ۱۷۵۴ میلادی افتتاح شد و به عنوان هدیه به پادشاه فردریک پنجم در تولد ۳۱ سالگی او اهداء شد.
نام آن به آکادمی سلطنتی نقاشی، مجسمه‌سازی و معماری دانمارک در سال ۱۷۷۱ میلادی تغییر یافت. در همان رویداد، یوهان فریدریش اشترونزه طرح جدیدی را در آکادمی معرفی کرد تا کارآموزان صنعتگر را تشویق کند تا در کلاس‌های تکمیلی طراحی شرکت کنند تا مفهوم «خوش سلیقه» توسعه یابد. رونق ساختمان ناشی از آتش‌سوزی بزرگ ۱۷۹۵ میلادی از این ابتکار بسیار سود برد.
در سال ۱۸۱۴ میلادی نام دوباره تغییر کرد، این بار به آکادمی سلطنتی هنرهای زیبای دانمارک. هنوز هم در ساختمان اصلی خود، کاخ شارلوتنبورگ، واقع در کونگس نیتورو در کپنهاگ قرار دارد. دانشکدۀ معماری از سال ۱۹۹۶ میلادی در ساختمان‌های سابق نیروی دریایی در هولمن واقع شده‌ است.
این آکادمی بزرگتر و دارای بودجه بهتری نسبت به آکادمی هنر جوتلند و آکادمی هنر فونن است که برنامه‌های مشابهی را ارائه می‌دهند.
در مورد موضوعات نقاشی، مجسمه‌سازی، معماری، گرافیک، عکاسی، پرفورمنس، ویدئو و تاریخچۀ این موضوعات به آموزش و پژوهش می‌پردازد.
این آکادمی تحت مدیریت وزارت فرهنگ دانمارک است.
دانشکدۀ معماری، طراحی و حفاظت از دانشکده‌های هنرهای تجسمی جدا است و بنابراین یک مؤسسۀ متفاوت (کی‌ای‌دی‌کی-KADK) است.